# Berkheya armata
Berkheya armata là một loài thực vật có hoa trong họ Cúc. Loài này được (Vahl) Druce mô tả khoa học đầu tiên năm 1917.